# Geervliet
Geervliet je kraj v nizozemski provinci Južna Holandija, v današnji občini Nissewaard južno od območja Rotterdam Botlek, na (nekdanjem) otoku Putten, ki je danes del Voorne-Puttena. Število prebivalcev je 1.630 ( 2023 ).
Geervliet je bil v preteklosti mesto.

## Zgodovina
Najstarejša omemba Geervlieta datira iz leta 1179, po tamkajšnji državni mitnici na reki Bernisse, ki je bila istega leta podeljena (priznana) na holandskemu grofu Florisu III..
V začetku 14. stoletja je Geervliet postal upravno središče gospostva Putten. Gospodje Puttenski so razširili svojo utrjeno kmetijo v Hof van Putten.
Leta 1381 je Sweder III. Zuylensko Abcoudski podelil Geervlietu mestne pravice. V srednjem veku je bil Geervliet zaščiten z mestnim obzidjem, ki pa ga je kasneje večinoma uničil požar. Staro mestno jedro pa je še vedno mogoče obiskati. Tam je tudi mlin na veter Bernisse, prav tako nekdanja restavracija, zgrajena na nekdanjem obrambnem stolpu, ki je bil del mestnega obzidja.

Občina Geervliet, ustanovljena 1. januarja 1812, je bila ukinjena 1. januarja 1980. Geervliet je nato postal del novo ustanovljene občine Bernisse. Bernisse in Spijkenisse sta bila 1. januarja 2015 vključena v novo ustanovljeno občino Nissewaard.

## Spomeniki
Del Geervlieta je zaščitena razgledna točka .
Glej tudi:
- Seznam narodnih spomenikov v Geervlietu
- Seznam občinskih spomenikov v Geervlietu

- Bernissejev mlin na veter
- Mlin na veter Bernisse, 1984. RCE
- Cerkvena stavba

## Zunanja povezava
- [http://www.oudgeervliet.nl Spletna stran o starem Geervliet